# Alive (Kate-Ryan-Album)
Alive ist das dritte Album der belgischen Sängerin Kate Ryan.
Aufgenommen wurde es im ersten Halbjahr 2006 und ist am 15. September in Belgien erschienen. In den Chartwertungen schaffte es die CD in Belgien auf Platz 13. International wurde es allerdings chartmäßig verglichen mit dem Vorgänger Stronger weit abgeschlagen.

## Hintergrund
Nachdem Kate Ryan im Jahr 2005 viel mit Essstörungen zu kämpfen hatte, beschloss sie Ende Dezember wieder ins Musikgeschäft zurückzukehren, sodass schon zwei Monate später, am 20. Februar, in Belgien ihre Comeback-Single Je t’adore erschien. Diese wurde dort ein voller Erfolg, denn schon in der vierten Verkaufswoche stand die Single auf Platz eins der Singlecharts und hielt sich insgesamt fünf Wochen auf der Spitze, ebenso wie in Polen. Aufgrund des großen Erfolgs nahm Kate mit Je t’adore an der nationalen Ausscheidung für den Eurovision Song Contest 2006 teil und gewann. Somit wurde sie nach Athen geschickt, wo der Songcontest stattfand, verpasste aber im Halbfinale um sieben Punkte den Einzug in das Finale. Trotz der Niederlage wurde schon mit den Arbeiten an einem neuen Album begonnen. Im August erschien die zweite Singleauskopplung, betitelt mit Alive. Kommerziell konnte der Song in Belgien gut überzeugen, im Rest Europas allerdings nicht so gut (in Deutschland nur Platz 42). Um dieselbe Zeit wurden die Fans dazu aufgerufen, für das neue Album einen Namen zu finden und diesen einsenden. Aus den Einsendungen wurde Alive als Titel auserkoren. Im November wurde dann die dritte Singleauskoppelung All for You veröffentlicht. Allerdings konnte diese nicht mehr an den Erfolg der Vorgänger anschließen und landete erstmals außerhalb der ersten dreißig auf Platz 37. Zurückzuführen ist dies auch wahrscheinlich auf den äußerst ungewöhnlichen Musikvideo, der in Belgien heftig in der Kritik stand. Darauf kündigte Kate Ryan den Vertrag bei EMI-Belgien und auch ihr Management und unterschrieb bei ARS Entertainment (einem Sublabel von Universal).
Im Frühjahr 2007 ist in Polen eine Special-Edition des Albums veröffentlicht worden. Diese enthält neben den Albumtracks auf einer CD auch noch eine DVD mit allen bisherigen Videoclips (ausgenommen Scream for More). Außerdem enthält die DVD auch eine Bildergalerie.
Am 6. Oktober 2007 veranstaltete Ryan ihr erstes Live-Konzert unter dem Titel Alive im Sportpaleis von Antwerpen. Dabei sang sie zahlreiche Songs aus ihrer Karriere, wie Désenchantée, Je t’adore und auch einige neue Songs (beispielsweise Voyage voyage, siehe dazu Free) mit ihrer Live-Band, mit welcher sie auch bereits seit eineinhalb Jahren Vorstellungen gab.

## Musik
Stilisch merkt man verglichen mit den Vorgängern eine deutliche Abweichung in den Bereich des Dancepop. Auch chartmäßig merkte man das Schwinden der Massentauglichkeit, trotzdem wird dieses Album in manchen Fankreisen als Kates bisher bestes bezeichnet. Die Handlungen sind wie bei den Vorgängern größtenteils dem Thema Liebe zugeschrieben, was auf die häufige „Du-Anrede“ zurückzuführen ist.
Auf dem Longplayer ist wie schon auf den Vorhergehenden eine Ballade enthalten, allerdings auch ein zigeunerähnlicher Song namens Stepping Out, der neben den anderen Dancesongs etwas ungewöhnlich wirkt.

## Titelliste
| #   | Titel                       | Dauer |
| --- | --------------------------- | ----- |
| 1.  | Je t’adore                  | 3:03  |
| 2.  | All for You                 | 3:10  |
| 3.  | Alive                       | 3:31  |
| 4.  | Tapping on the Table        | 3:28  |
| 5.  | Spinning Around             | 3:43  |
| 6.  | How Many Times              | 4:00  |
| 7.  | Nothing                     | 3:22  |
| 8.  | Why Imagine                 | 4:37  |
| 9.  | Driving Away                | 3:39  |
| 10. | Love or Lust                | 3:42  |
| 11. | Wonderland                  | 3:18  |
| 12. | Stepping Out                | 3:34  |
| 13. | That Kiss I Miss            | 3:14  |
| 14. | Je t’adore [French-Version] | 3:03  |
| 15. | Je donnerais tout           | 3:11  |
| 16. | Alive [French-Version]      | 3:30  |
| 17. | Combien de fois             | 4:00  |

Auf der in Deutschland, Österreich und der Schweiz erschienenen Version sind nur die französischsprachigen Versionen der Songs Je tʼadore, Alive und All for You enthalten, ebenso wie nur die englischsprachige Version von Combien de fois (How Many Times). Stattdessen sind die Songs Désenchantée, Libertine und La Promesse, ebenso wie die Musikvideos von Only If I, Libertine und La Promesse enthalten.

### Chartplatzierungen
Album
| ChartsChartplatzierungen | Höchstplatzierung | Wochen |
| ------------------------ | ----------------- | ------ |
| Deutschland (GfK)        | 73 (1 Wo.)        | 1      |
| Schweiz (IFPI)           | 73 (2 Wo.)        | 2      |
| Flandern (Ultratop)      | 13 (11 Wo.)       | 11     |

Singles

| Jahr | Titel Album       | Höchstplatzierung, Gesamtwochen, AuszeichnungChartplatzierungen (Jahr, Titel, Album, Platzierungen, Wochen, Auszeichnungen, Anmerkungen) | Höchstplatzierung, Gesamtwochen, AuszeichnungChartplatzierungen (Jahr, Titel, Album, Platzierungen, Wochen, Auszeichnungen, Anmerkungen) | Höchstplatzierung, Gesamtwochen, AuszeichnungChartplatzierungen (Jahr, Titel, Album, Platzierungen, Wochen, Auszeichnungen, Anmerkungen) | Höchstplatzierung, Gesamtwochen, AuszeichnungChartplatzierungen (Jahr, Titel, Album, Platzierungen, Wochen, Auszeichnungen, Anmerkungen) | Höchstplatzierung, Gesamtwochen, AuszeichnungChartplatzierungen (Jahr, Titel, Album, Platzierungen, Wochen, Auszeichnungen, Anmerkungen) | Anmerkungen                                               |
| Jahr | Titel Album       | DE | AT | CH | BEF | BEW | Anmerkungen                                               |
| ---- | ----------------- | --- | --- | --- | --- | --- | --------------------------------------------------------- |
| 2006 | Je t’adore Alive  | DE26 (9 Wo.)DE | AT38 (5 Wo.)AT | CH65 (5 Wo.)CH | BEF1 (21 Wo.)BEF | BEW11 (14 Wo.)BEW | Erstveröffentlichung: 10. Februar 2006 Verkäufe: + 15.000 |
| 2006 | Alive             | DE42 (4 Wo.)DE | AT54 (2 Wo.)AT | — | BEF4 (16 Wo.)BEF | — | Erstveröffentlichung: 11. August 2006                     |
| 2006 | All for You Alive | — | — | — | BEF37 (7 Wo.)BEF | — | Erstveröffentlichung: 24. November 2006                   |